# Lola Álvarez Bravo
Lola Álvarez Bravo, geborene Dolores Martínez Vianda, auch Martínez de Anda (* 3. April 1907 in Lagos de Moreno, Jalisco; † 31. Juli 1993 in Mexiko-Stadt), war eine der ersten Fotografinnen Mexikos und neben Tina Modotti, Frida Kahlo, Diego Rivera und ihrem Mann Manuel Álvarez Bravo eine der Schlüsselfiguren der nachrevolutionären Kulturblüte Mexikos. 

## Leben und Werk
Ihre Kindheit und Jugend verbrachte Lola Álvarez Bravo in Mexiko-Stadt. 1925 heiratete sie Manuel Álvarez Bravo, von dem sie das Fotografieren lernte. In dieser Zeit machte sie auch Bekanntschaft mit vielen wichtigen mexikanischen Künstlern, darunter mit den Malern Frida Kahlo, José Clemente Orozco, Diego Rivera und Rufino Tamayo sowie mit dem Dichterkreis, der als Los Contemporáneos bekannt wurde. Inspiriert durch Fotografen wie Edward Weston und Tina Modotti, die selbst auch längere Zeit in Mexiko wirkten, entwickelte Lola Álvarez Bravo einen eigenen Stil und eine von ihrem Mann unabhängige Karriere. 
Nach ihrer Trennung von Manuel Álvarez Bravo 1934 lebte sie einige Zeit mit der Malerin María Izquierdo zusammen. 1944 hatte Lola Álvarez Bravo ihre erste Soloausstellung im Palacio de Bellas Artes in Mexiko-Stadt.
1951 eröffnete sie die Galerie Galeria de Arte Contemporáneo, in der 1953 Frida Kahlo ihre erste und zu Lebzeiten einzige Soloausstellung in Mexiko hatte. Álvarez Bravo unterrichtete außerdem an der prestigeträchtigen Academia de San Carlos.
1955 nahm Lola Álvarez Bravo an der richtungweisenden und über viele Jahre weltweit gezeigten Fotografie-Ausstellung The Family of Man teil, welche durch Edward Steichen im Museum of Modern Art, New York, organisiert worden war.  
Ihr Nachlass befindet sich im Center for Creative Photography der University of Arizona in Tucson, im National Museum of Women in the Arts, Washington, D.C. und im Portland Museum of Art.

## Ausstellungen (Auswahl)
- 1943 Mexico Art Today, Philadelphia Museum of Art, Philadelphia
- 1955 Family of Man, National Museum of Women in the Arts, New York

- 1992 Lola Alvarez Bravo: Fotografias Selectas 1934-1985, Centro Cultural/Arte Contemporaño, Mexiko-Stadt (Retrospektive)[3]
- 1996 Lola Alvarez Bravo: In Her Own Light, Americas Society Art Gallery, New York (Retrospektive)[4]

- 2005 Frida Kahlo: Portrait of an Icon, National Portrait Gallery, London[5]
- 2006 Frida Kahlo y Diego Rivera, Centro Cultural Borges, Buenos Aires[6]
- 2006 Biennale Internazionale di Fotografia di Brescia 2006. Appunti per una storia della fotografia al femminile, Biennale Internazionale di Fotografia, Brescia[7]
- 2008 Lola Alvarez Bravo (1903-1993), Portland Museum of Art[8]; Smithsonian International Gallery (Smithsonian Institution)[9]
- 2010 The Original Copy: Photography of Sculpture, 1839 to Today, Museum of Modern Art[10]
- 2010 Angels of Anarchy. Woman Artists and Surrealism, Manchester Art Gallery[11]

## Publikationen
- Escritores y Artistas: Fotografias de Lola Alvarez Bravo, Fondo de Cultura Economica, 1982
- Recuento fotografico, Editorial Penélope, 1982
- Einsame Begegnungen. Lola Alvarez Bravo fotografiert Frida Kahlo. herausgegeben von Erika Billeter, Benteli Verlags Agentur, 1997
- Lola Alvarez Bravo. herausgegeben von Elizabeth Ferrer, Aperture, 2006
- Lola Alvarez Bravo: In Her Own Light. Olivier Debroise, University of Arizona, Center for Creative Photography, 1994